# Maris Pacifici

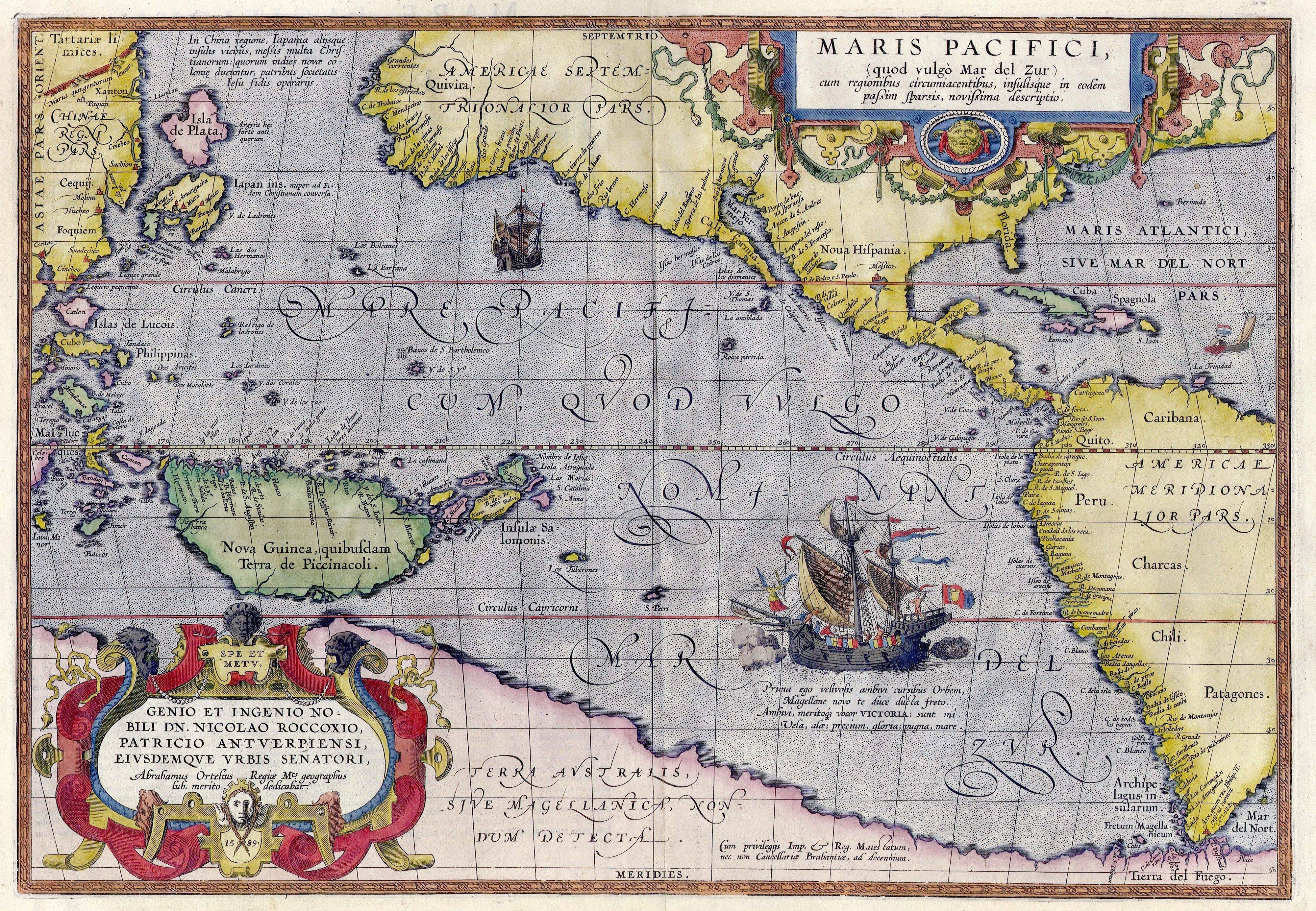
Maris Pacifici.

Maris Pacifici (eller mer korrekt Descriptio Maris Pacifici, 'framställning av Stilla havet') är den första specifika kartan över Stilla havet som tryckts. Den ritades av Abraham Ortelius år 1589 och baserades på Frans Hogenbergs karta av Amerika från samma år samt Vaz Dourados beskrivning av Japan från 1568. Kartan underskattar grovt storleken på Stilla havet.